# Anaea appias
Anaea appias är en fjärilsart som beskrevs av Jacob Hübner 1825. Anaea appias ingår i släktet Anaea och familjen praktfjärilar. Inga underarter finns listade i Catalogue of Life.